# Varallo Pombia
Varallo Pombia – miejscowość i gmina we Włoszech, w regionie Piemont, w prowincji Novara.
Według danych na rok 2004 gminę zamieszkiwało 4400 osób, 338,5 os./km².